# Сельское поселение Сухая Вязовка
Сельское поселение Сухая Вязовка — муниципальное образование в Волжском районе Самарской области.
Административный центр — село Сухая Вязовка.

## География
Площадь поселения — 176,1 км².

## Административное устройство
В состав сельского поселения Сухая Вязовка входят:
- село Сухая Вязовка,
- село Берёзовый Гай,
- село Рассвет.

## Население
| 2010  | 2012  | 2013  | 2014  | 2015  | 2016  | 2017  | 2018  | 2019  |
| ----- | ----- | ----- | ----- | ----- | ----- | ----- | ----- | ----- |
| 2249  | ↗2255 | ↗2261 | ↗2310 | ↗2345 | ↗2364 | ↗2387 | ↗2395 | ↗2409 |
| 2020  | 2021  |       |       |       |       |       |       |       |
| ↘2399 | ↘2142 |       |       |       |       |       |       |       |